# Palmiskenea abdita
Palmiskenea abdita is een mosdiertjessoort uit de familie van de Bryocryptellidae. De wetenschappelijke naam van de soort is voor het eerst geldig gepubliceerd in 2012 door Winston & Hayward.